# سيدني شوميكر
سيدني شوميكر (بالإنجليزية: Sydney Shoemaker)‏ (ولد في 29 سبتمبر 1931)، هو فيلسوف أمريكي، وهو أستاذ الفلسفة الفخري سوزان لين سيج في جامعة كورنيل، وهو معروف بإسهاماته في فلسفة العقل والميتافيزيقيا.

## التعليم والمهنة
تخرج شوميكر بشهادة البكالوريوس من كلية ريد، وحصل على درجة الدكتوراه من جامعة كورنيل تحت إشراف نورمان مالكولم. درّس طوال حياته المهنية تقريباً في جامعة كورنيل.
في عام 1971، ألقى محاضرات جون لوك في جامعة أكسفورد.
وكان من بين طلابه الناجحين العديدين جون بيري وريتشارد موران وسوزانا سيغل.

## أعمال فلسفيّة
وقد عمل شوميكر في المقام الأول في فلسفة العقل والميتافيزيقيا، ونشر العديد من الأوراق الكلاسيكية في كل من هذه المجالات. في «المرجعية الذاتية والوعي الذاتي» (1968)، وهو يقول أن ظاهرة «الحصانة المطلقة هي عبارة عن خطأ من خلال سوء التحديد» هو ما يميز الإسناد الذاتي للحالات العقلية (مثل «أرى الكناري») من الإسناد الذاتي الطبيعي للدول. وفي الميتافيزيقيا، دافع عن الرأي القائل بأن القوانين ضرورية ميتافيزيقياً، وهو موقف ينبثق من نظرته إلى الممتلكات كمجموعات من القوى السببية المشروطة. كما طبق رأيه في الخصائص على مشكلة السببية العقلية. كما أن له إسهامات متميزة في المؤلفات المتعلقة بالمعرفة الذاتية والهوية الشخصية، حيث دافع عن نظرية الاستمرارية النفسية لللوكين في ورقته المؤثرة «الأشخاص وماضيهم». وفي عمله الأخير بشأن محتوى الإدراك، دافع عن صيغة مميزة للتمثيل الداخلي.

## الكتب
- المعرفة الذاتية والهوية الذاتية (1963).
- الهوية الشخصية (شارك في تأليفها مع ريتشارد سوينبورن) (1984).
- الهوية، سبب وعقل: تجارب فلسفيّة (1984).
- المنظورة، وتجارب أخرى (1996).
- تحقيق طبيعيّة (2007).